# Lenora Crichlow

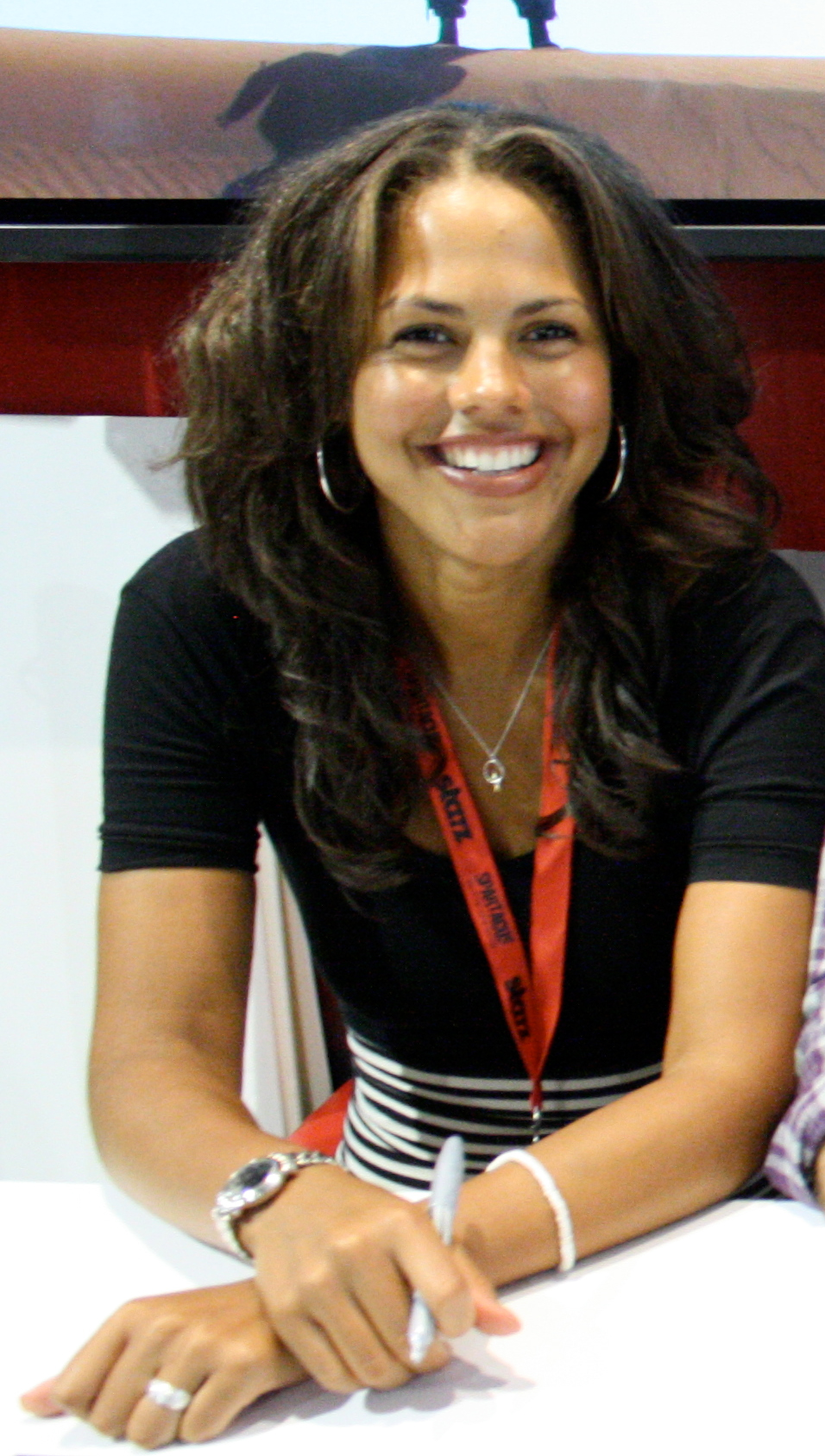
Lenora Crichlow im Juli 2009

Lenora Isabella Crichlow (* 4. Januar 1985 in Westminster, London) ist eine britische Schauspielerin. Bekannt wurde sie hauptsächlich durch ihre Rolle der Annie Sawyer in der britischen Fernsehserie Being Human.

## Leben
Lenora Crichlow wurde 1985 als Tochter von Frank Gilbert Crichlow, einem von der Insel Trinidad stammenden Aktivisten, und Lucy Addington geboren. Sie hat zwei Schwestern und einen Bruder. Ihre jüngere Schwester Amandla ist ebenfalls Schauspielerin. Diese war unter anderem in Heißer Verdacht und The Bill zu sehen.

## Karriere
Nachdem sie an der YoungBlood Theatre Company trainiert und gearbeitet hatte, erschien sie 2004 in The Bill. 2006 folgte der Horrorfilm Wilderness.
Zwischen 2005 und 2006 war Crichlow in der Serie Sugar Rush zu sehen, die auf dem gleichnamigen Roman von Julie Burchill basiert. Des Weiteren erschien sie in einer Folge der Serie Doctor Who.
Im November 2008 wurde bekannt, dass Crichlow den Geist Annie Sawyer in der BBC-Three-Serie Being Human spielen würde. Sie ersetzte dadurch Andrea Riseborough, die die Rolle in der Pilotfolge im Februar 2008 gespielt hatte. Diese Rolle spielte sie bis zum Ende der vierten Staffel im März 2012.
In der BBC-One-Serie Material Girl spielte sie 2010 die Rolle der Ali Radcliff. Einen Gastauftritt hatte Crichlow 2011 in der britischen Serie Death in Paradise. 2012 war sie auch in einer Folge der Serie George Gently – Der Unbestechliche zu sehen.
Von 2013 bis 2014 war Lenora Crichlow als Gigi in 13 Folgen der Fernsehserie Back in the Game zu sehen. Danach spielte sie Stephanie in der US-amerikanischen Fernsehserie A to Z.

## Filmografie (Auswahl)
- 2004: The Bill (Fernsehserie, 12 Folgen)
- 2005–2006: Sugar Rush (Fernsehserie, 20 Folgen)
- 2005, 2008: Casualty (Fernsehserie, 2 Folgen)
- 2006: Wilderness
- 2007: Doctor Who (Fernsehserie, Folge 3x03)
- 2008: Kiss of Death (Fernsehfilm)
- 2008: The Things I Haven’t Told You
- 2009: Collision (Fernsehserie, 3 Folgen)
- 2009–2012: Being Human (Fernsehserie, 30 Folgen)
- 2010: Material Girl (Fernsehserie, 6 Folgen)
- 2011: Death in Paradise (Fernsehserie, Folge 1x01)
- 2012: Doors Open (Fernsehfilm)
- 2012: Fast Girls
- 2012: George Gently – Der Unbestechliche (Inspector George Gently, Fernsehserie, Folge 5x01)
- 2013: Black Mirror (Fernsehserie, Folge 2x02)
- 2013: Back in the Game (Fernsehserie, 13 Folgen)
- 2013: Burton & Taylor (Fernsehfilm)
- 2014: Electricity
- 2014–2015: A to Z (Fernsehserie, 13 Folgen)
- 2016: Suspects (Fernsehserie, 6 Folgen)
- 2016: The Late Bloomer
- 2017: Flaked (Fernsehserie, 5 Folgen)
- 2018: Deception – Magie des Verbrechens (Deception, Fernsehserie, 13 Folgen)
- 2020–2022: Avenue 5 (Fernsehserie, 17 Folgen)
- 2020: The Big Ugly
- 2021: Goliath (Fernsehserie, 6 Folgen)
- 2021: Horror Noire
- 2024: Bel-Air (Fernsehserie, 5 Folgen)